# Tim Gautreaux
Timothy Martin Gautreaux, né en 1947 à Morgan City en Louisiane, est un écrivain américain. Il vit et travaille  à Hammond (Louisiane).

## Biographie
Il obtient le prix John Dos Passos en 2005.

## Œuvres traduites en français
- Le Dernier Arbre [« The Clearing » (2003)], trad. de Jean-Paul Gratias, Paris, Éditions du Seuil, 2013, 410 p.  (ISBN 978-2-02-108273-9)
- Nos disparus [« The Missing » (2009)], trad. de Marc Amfreville, Paris, Éditions du Seuil, coll. « Cadre Vert », 2014, 544 p.  (ISBN 978-2-02-108274-6)
- Fais-moi danser, Beau Gosse [« The Next Step in the Dance » (1998)],  trad. de Marc Amfreville, Paris, Éditions du Seuil, coll. « Cadre Vert », mars 2016, 429 p.  (ISBN 978-2-02-122176-3)
- Ce que nous cache la lumière [« Signals » (2021)],  trad. de Marc Amfreville, Paris, Éditions du Seuil, coll. « Cadre Vert », 2021, 512 p.  (ISBN 978-2-021-39572-3)